# 古斯塔夫·尼奎斯特
古斯塔夫·尼奎斯特（瑞典語：Gustav Nyquist，1989年9月1日—），瑞典男子冰球运动员。他曾代表瑞典参加2014年冬季奥林匹克运动会冰球比赛，获得一枚银牌。他也曾获得2018年世界男子冰球锦标赛冠军。